# Gran Premio motociclistico di Francia 2021
Il Gran Premio motociclistico di Francia 2021 è stato la quinta prova su diciotto del motomondiale 2021, disputato il 16 maggio sul circuito Bugatti. Le vittorie nelle quattro classi sono andate rispettivamente a: Jack Miller in MotoGP, Raúl Fernández in Moto2, a Sergio García in Moto3 e ad Eric Granado in MotoE.

## MotoGP

### Arrivati al traguardo
| Pos. | Nº | Pilota            | Squadra                     | Motocicletta       | Giri | Tempo     | Griglia | Punti |
| ---- | -- | ----------------- | --------------------------- | ------------------ | ---- | --------- | ------- | ----- |
| 1º   | 43 | Jack Miller       | Ducati Lenovo               | Ducati Desmosedici | 26   | 47'25.473 | 3º      | 25    |
| 2º   | 5  | Johann Zarco      | Pramac Racing               | Ducati Desmosedici | 26   | +3.970    | 5º      | 20    |
| 3º   | 20 | Fabio Quartararo  | Monster Energy Yamaha       | Yamaha YZR-M1      | 26   | +14.468   | 1º      | 16    |
| 4º   | 63 | Francesco Bagnaia | Ducati Lenovo               | Ducati Desmosedici | 26   | +16.172   | 16º     | 13    |
| 5º   | 9  | Danilo Petrucci   | Tech 3 KTM Factory Racing   | KTM RC16           | 26   | +21.430   | 17º     | 11    |
| 6º   | 73 | Álex Márquez      | LCR Honda Castrol           | Honda RC213V       | 26   | +23.509   | 19º     | 10    |
| 7º   | 30 | Takaaki Nakagami  | LCR Honda Idemitsu          | Honda RC213V       | 26   | +30.164   | 7º      | 9     |
| 8º   | 44 | Pol Espargaró     | Repsol Honda                | Honda RC213V       | 26   | +35.221   | 8º      | 8     |
| 9º   | 27 | Iker Lecuona      | Tech 3 KTM Factory Racing   | KTM RC16           | 26   | +40.432   | 18º     | 7     |
| 10º  | 12 | Maverick Viñales  | Monster Energy Yamaha       | Yamaha YZR-M1      | 26   | +40.577   | 2º      | 6     |
| 11º  | 46 | Valentino Rossi   | Petronas Yamaha SRT         | Yamaha YZR-M1      | 26   | +42.198   | 9º      | 5     |
| 12º  | 10 | Luca Marini       | SKY VR46 Esponsorama        | Ducati Desmosedici | 26   | +52.408   | 12º     | 4     |
| 13º  | 33 | Brad Binder       | Red Bull KTM Factory Racing | KTM RC16           | 26   | +59.377   | 21º     | 3     |
| 14º  | 23 | Enea Bastianini   | Esponsorama Racing          | Ducati Desmosedici | 26   | +1'02.224 | 22º     | 2     |
| 15º  | 53 | Esteve Rabat      | Pramac Racing               | Ducati Desmosedici | 26   | +1'09.651 | 20º     | 1     |
| 16º  | 21 | Franco Morbidelli | Petronas Yamaha SRT         | Yamaha YZR-M1      | 22   | +4 giri   | 4º      |       |

### Ritirati
| Nº | Pilota           | Squadra                     | Motocicletta  | Giri | Griglia |
| -- | ---------------- | --------------------------- | ------------- | ---- | ------- |
| 93 | Marc Márquez     | Repsol Honda                | Honda RC213V  | 16   | 6º      |
| 41 | Aleix Espargaró  | Aprilia Racing Team Gresini | Aprilia RS-GP | 14   | 13º     |
| 88 | Miguel Oliveira  | Red Bull KTM Factory Racing | KTM RC16      | 11   | 10º     |
| 42 | Álex Rins        | Suzuki Ecstar               | Suzuki GSX-RR | 11   | 15º     |
| 32 | Lorenzo Savadori | Aprilia Racing Team Gresini | Aprilia RS-GP | 10   | 11º     |
| 36 | Joan Mir         | Suzuki Ecstar               | Suzuki GSX-RR | 3    | 14º     |

## Moto2
Yari Montella non prende parte alla gara per un infortunio rimediato durante le prove libere. Il suo posto al team Speed Up viene preso dallo spagnolo Alonso López. Lorenzo Dalla Porta, che aveva tagliato il traguardo in undicesima posizione, è stato in seguito squalificato per irregolarità tecniche.

### Arrivati al traguardo
| Pos. | Nº | Pilota                | Squadra                  | Motocicletta | Giri | Tempo     | Griglia | Punti |
| ---- | -- | --------------------- | ------------------------ | ------------ | ---- | --------- | ------- | ----- |
| 1º   | 25 | Raúl Fernández        | Red Bull KTM Ajo         | Kalex        | 25   | 40'46.101 | 1º      | 25    |
| 2º   | 87 | Remy Gardner          | Red Bull KTM Ajo         | Kalex        | 25   | +1.490    | 7º      | 20    |
| 3º   | 72 | Marco Bezzecchi       | SKY Racing Team VR46     | Kalex        | 25   | +4.599    | 2º      | 16    |
| 4º   | 14 | Tony Arbolino         | Liqui Moly Intact GP     | Kalex        | 25   | +7.503    | 19º     | 13    |
| 5º   | 64 | Bo Bendsneyder        | Pertamina Mandalika SAG  | Kalex        | 25   | +11.887   | 6º      | 11    |
| 6º   | 23 | Marcel Schrötter      | Liqui Moly Intact GP     | Kalex        | 25   | +27.829   | 14º     | 10    |
| 7º   | 79 | Ai Ogura              | Idemitsu Honda Team Asia | Kalex        | 25   | +27.975   | 16º     | 9     |
| 8º   | 21 | Fabio Di Giannantonio | Federal Oil Gresini      | Kalex        | 25   | +28.112   | 15º     | 8     |
| 9º   | 24 | Simone Corsi          | MV Agusta Forward Racing | MV Agusta F2 | 25   | +28.204   | 17º     | 7     |
| 10º  | 9  | Jorge Navarro         | MB Conveyors Speed Up    | Boscoscuro   | 25   | +28.432   | 18º     | 6     |
| 11º  | 11 | Nicolò Bulega         | Federal Oil Gresini      | Kalex        | 25   | +29.316   | 11º     | 5     |
| 12º  | 35 | Somkiat Chantra       | Idemitsu Honda Team Asia | Kalex        | 25   | +28.749   | 20º     | 4     |
| 13º  | 42 | Marcos Ramírez        | American Racing          | Kalex        | 25   | +31.605   | 22º     | 3     |
| 14º  | 75 | Albert Arenas         | Inde Aspar               | Boscoscuro   | 25   | +32.080   | 25º     | 2     |
| 15º  | 55 | Hafizh Syahrin        | NTS RW Racing GP         | NTS          | 25   | +32.571   | 27º     | 1     |
| 16º  | 70 | Barry Baltus          | NTS RW Racing GP         | NTS          | 25   | +33.309   | 29º     |       |
| 17º  | 7  | Lorenzo Baldassarri   | MV Agusta Forward Racing | MV Agusta F2 | 25   | +39.036   | 13º     |       |
| 18º  | 96 | Jake Dixon            | Petronas Sprinta Racing  | Kalex        | 25   | +41.069   | 26º     |       |
| 19º  | 13 | Celestino Vietti      | SKY Racing Team VR46     | Kalex        | 25   | +45.599   | 28º     |       |
| 20º  | 10 | Tommaso Marcon        | MV Agusta Forward Racing | MV Agusta F2 | 25   | +1'19.160 | 30º     |       |

### Ritirati
| Nº | Pilota            | Squadra                 | Motocicletta | Giri | Griglia |
| -- | ----------------- | ----------------------- | ------------ | ---- | ------- |
| 6  | Cameron Beaubier  | American Racing         | Kalex        | 20   | 24º     |
| 12 | Thomas Lüthi      | Pertamina Mandalika SAG | Kalex        | 14   | 23º     |
| 40 | Héctor Garzó      | Flexbox HP40            | Kalex        | 6    | 8º      |
| 16 | Joe Roberts       | Italtrans Racing        | Kalex        | 4    | 3º      |
| 97 | Xavi Vierge       | Petronas Sprinta Racing | Kalex        | 3    | 12º     |
| 22 | Sam Lowes         | Elf Marc VDS Racing     | Kalex        | 3    | 10º     |
| 62 | Stefano Manzi     | Flexbox HP40            | Kalex        | 2    | 9º      |
| 2  | Alonso López      | MB Conveyors Speed Up   | Boscoscuro   | 2    | 31º     |
| 37 | Augusto Fernández | Elf Marc VDS Racing     | Kalex        | 1    | 5º      |
| 44 | Arón Canet        | Inde Aspar              | Boscoscuro   | 0    | 4º      |

### Squalificato
| Nº | Pilota              | Squadra          | Motocicletta | Giri | Tempo   | Griglia |
| -- | ------------------- | ---------------- | ------------ | ---- | ------- | ------- |
| 19 | Lorenzo Dalla Porta | Italtrans Racing | Kalex        | 25   | +28.989 | 21º     |

## Moto3
Xavier Artigas non prende parte alle qualifiche e parte quindi dall'ultima posizione. Il successo di García rappresenta la prima vittoria per il costruttore spagnolo Gas Gas nel motomondiale.

### Arrivati al traguardo
| Pos. | Nº | Pilota             | Squadra                     | Motocicletta  | Giri | Tempo     | Griglia | Punti |
| ---- | -- | ------------------ | --------------------------- | ------------- | ---- | --------- | ------- | ----- |
| 1º   | 11 | Sergio García      | Gaviota GasGas Aspar        | Gas Gas       | 22   | 42'21.172 | 8º      | 25    |
| 2º   | 12 | Filip Salač        | Rivacold Snipers            | Honda NSF250R | 22   | +2.349    | 7º      | 20    |
| 3º   | 54 | Riccardo Rossi     | BOE Owlride                 | KTM RC 250 GP | 22   | +5.589    | 2º      | 16    |
| 4º   | 17 | John McPhee        | Petronas Sprinta Racing     | Honda NSF250R | 22   | +7.158    | 4º      | 13    |
| 5º   | 71 | Ayumu Sasaki       | Red Bull KTM Tech 3         | KTM RC 250 GP | 22   | +14.882   | 15º     | 11    |
| 6º   | 31 | Adrián Fernández   | Sterilgarda Max Racing Team | Husqvarna     | 22   | +27.279   | 28º     | 10    |
| 7º   | 43 | Xavier Artigas     | Leopard Racing              | Honda NSF250R | 22   | +27.408   | 29º     | 9     |
| 8º   | 37 | Pedro Acosta       | Red Bull KTM Ajo            | KTM RC 250 GP | 22   | +29.880   | 21º     | 8     |
| 9º   | 53 | Deniz Öncü         | Red Bull KTM Tech 3         | KTM RC 250 GP | 22   | +35.098   | 13º     | 7     |
| 10º  | 55 | Romano Fenati      | Sterilgarda Max Racing Team | Husqvarna     | 22   | +36.616   | 10º     | 6     |
| 11º  | 16 | Andrea Migno       | Rivacold Snipers            | Honda NSF250R | 22   | +42.347   | 1º      | 5     |
| 12º  | 6  | Ryusei Yamanaka    | CarXpert PrüstelGP          | KTM RC 250 GP | 22   | +42.739   | 12º     | 4     |
| 13º  | 50 | Jason Dupasquier   | CarXpert PrüstelGP          | KTM RC 250 GP | 22   | +42.756   | 14º     | 3     |
| 14º  | 28 | Izan Guevara       | Gaviota GasGas Aspar        | Gas Gas       | 22   | +50.891   | 26º     | 2     |
| 15º  | 19 | Andi Farid Izdihar | Honda Team Asia             | Honda NSF250R | 22   | +52.753   | 24º     | 1     |
| 16º  | 73 | Maximilian Kofler  | CIP Green Power             | KTM RC 250 GP | 22   | +53.054   | 22º     |       |
| 17º  | 82 | Stefano Nepa       | BOE Owlride                 | KTM RC 250 GP | 22   | +53.568   | 11º     |       |
| 18º  | 7  | Dennis Foggia      | Leopard Racing              | Honda NSF250R | 22   | +1'18.995 | 18º     |       |
| 19º  | 20 | Lorenzo Fellon     | SIC58 Squadra Corse         | Honda NSF250R | 22   | +1'19.103 | 27º     |       |
| 20º  | 40 | Darryn Binder      | Petronas Sprinta Racing     | Honda NSF250R | 22   | +1'54.124 | 16º     |       |
| 21º  | 27 | Kaito Toba         | CIP Green Power             | KTM RC 250 GP | 22   | +1 giro   | 19º     |       |
| 22º  | 52 | Jeremy Alcoba      | Indonesian Racing Gresini   | Honda NSF250R | 22   | +4 giri   | 17º     |       |

### Ritirati
| Nº | Pilota            | Squadra                   | Motocicletta  | Giri | Griglia |
| -- | ----------------- | ------------------------- | ------------- | ---- | ------- |
| 99 | Carlos Tatay      | Avintia Esponsorama       | KTM RC 250 GP | 14   | 20º     |
| 32 | Takuma Matsuyama  | Honda Team Asia           | Honda NSF250R | 3    | 25º     |
| 2  | Gabriel Rodrigo   | Indonesian Racing Gresini | Honda NSF250R | 2    | 5º      |
| 5  | Jaume Masiá       | Red Bull KTM Ajo          | KTM RC 250 GP | 1    | 3º      |
| 24 | Tatsuki Suzuki    | SIC58 Squadra Corse       | Honda NSF250R | 1    | 9º      |
| 23 | Niccolò Antonelli | Avintia Esponsorama       | KTM RC 250 GP | 1    | 6º      |

## MotoE

### Arrivati al traguardo
| Pos. | Nº | Pilota             | Squadra                     | Giri | Tempo     | Griglia | Punti |
| ---- | -- | ------------------ | --------------------------- | ---- | --------- | ------- | ----- |
| 1º   | 51 | Eric Granado       | One Energy Racing           | 7    | 12'23.012 | 1º      | 25    |
| 2º   | 27 | Mattia Casadei     | Ongetta SIC58 Squadracorse  | 7    | +0.306    | 16º     | 20    |
| 3º   | 61 | Alessandro Zaccone | Octo Pramac                 | 7    | +0.253    | 5º      | 16    |
| 4º   | 77 | Dominique Aegerter | Dynavolt Intact GP          | 7    | +0.532    | 6º      | 13    |
| 5º   | 40 | Jordi Torres       | Pons Racing 40              | 7    | +0.640    | 11º     | 11    |
| 6º   | 15 | Yonny Hernández    | Octo Pramac                 | 7    | +0.900    | 9º      | 10    |
| 7º   | 3  | Lukas Tulovic      | Tech 3 E-Racing             | 7    | +1.045    | 12º     | 9     |
| 8º   | 11 | Matteo Ferrari     | Indonesian E-Racing Gresini | 7    | +1.751    | 3º      | 8     |
| 9º   | 19 | Corentin Perolari  | Tech 3 E-Racing             | 7    | +4.727    | 13º     | 7     |
| 10º  | 6  | María Herrera      | OpenBank Aspar              | 7    | +4.999    | 18º     | 6     |
| 11º  | 21 | Kevin Zannoni      | LCR E-Team                  | 7    | +15.509   | 17º     | 5     |
| 12º  | 18 | Andre Pires        | Avintia Esponsorama Racing  | 7    | +29.350   | 15º     | 4     |
| 13º  | 18 | Xavier Cardelús    | Avintia Esponsorama Racing  | 7    | +29.485   | 4º      | 3     |
| 14º  | 80 | Jasper Iwema       | Pons Racing 40              | 7    | +37.419   | 14º     | 2     |
| 15º  | 54 | Fermín Aldeguer    | OpenBank Aspar              | 7    | +1'06.915 | 8º      | 1     |

### Ritirati
| Nº | Pilota           | Squadra                     | Giri | Griglia |
| -- | ---------------- | --------------------------- | ---- | ------- |
| 78 | Hikari Ōkubo     | Avant Ajo                   | 2    | 10º     |
| 71 | Miquel Pons      | LCR E-Team                  | 0    | 2º      |
| 9  | Andrea Mantovani | Indonesian E-Racing Gresini | 0    | 7º      |